# Qatar ExxonMobil Open 1998
Відкритий чемпіонат Катару 1998 (також відомий як Qatar ExxonMobil Open 1998 за назвою спонсора) — 6-й чоловічий тенісний турнір, який відбувся з 5 по 12 січня в місті Доха (Катар) на відкритих твердих кортах у Міжнародному центрі тенісу і сквошу Халіфа. Був одним зі змагань Світової серії як частини Туру ATP 1998. Третій сіяний Петр Корда виграв титул в одиночному розряді.

## Переможці

### Одиночний розряд
Петр Корда —  Фабріс Санторо, 6–0, 6–3.
- Для Корди це був перший титул за рій і 19-й загалом у його кар'єрі.

### Парний розряд
Магеш Бгупаті /  Леандер Паес —  Олів'є Делетр /  Фабріс Санторо, 6–4, 3–6, 6–4.
- Для Бгупаті це був перший титул за рік і 7-й загалом у його кар'єрі. Для Паеса це був перший титул за рік і 7-й загалом у його кар'єрі.